# Hansenius schoutedeni
Hansenius schoutedeni är en spindeldjursart som beskrevs av Beier 1954. Hansenius schoutedeni ingår i släktet Hansenius och familjen tvåögonklokrypare. Inga underarter finns listade i Catalogue of Life.